# パタクセント・リバー海軍航空基地

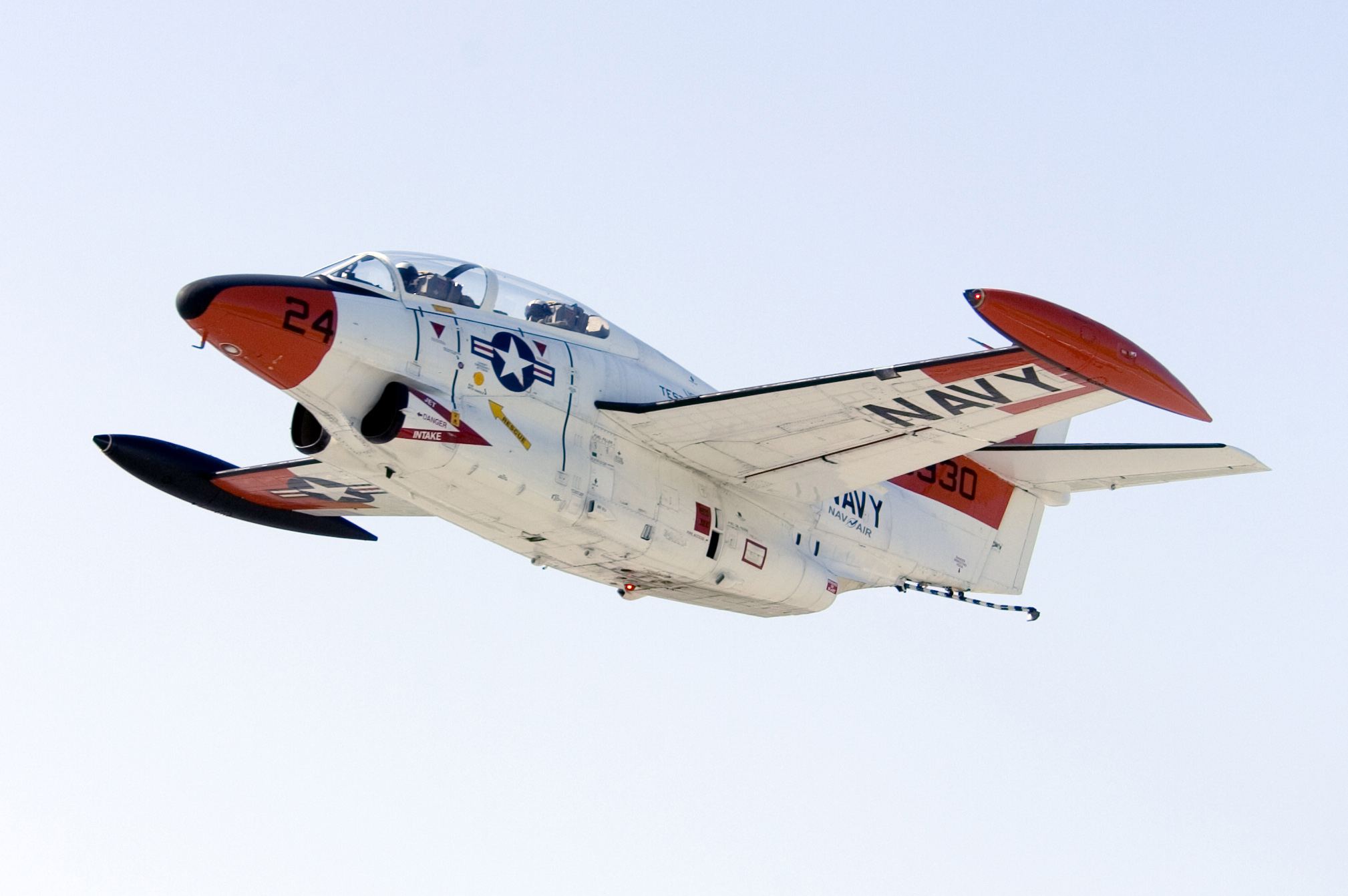
パタクセント・リバーの海軍テストパイロット学校に所属するT2-Cバックアイ。十分な操縦経験を積んだパイロットに対し、試験飛行要領を教育するために用いられている。

パックス・リバー（英: Pax River）海軍航空基地とも呼ばれるパタクセント・リバー海軍航空基地（英:Naval Air Station Patuxent River）は、メリーランド州セントメアリー郡チェサピーク湾のパタクセント川の河口の近くにあるアメリカの海軍航空基地である。
海軍航空システム・コマンド、海軍テストパイロット学校および大西洋試験場の本部が設置されているこの基地は、海軍航空に関連する試験、評価および装備品等調達の中心地である。
1943年4月1日に大規模な土地収用により開設されたこの航空基地は、第2次世界大戦の勃発に伴い急速に整備され、冷戦後も発展を続けている。

## 歴史

### 創設：1937年

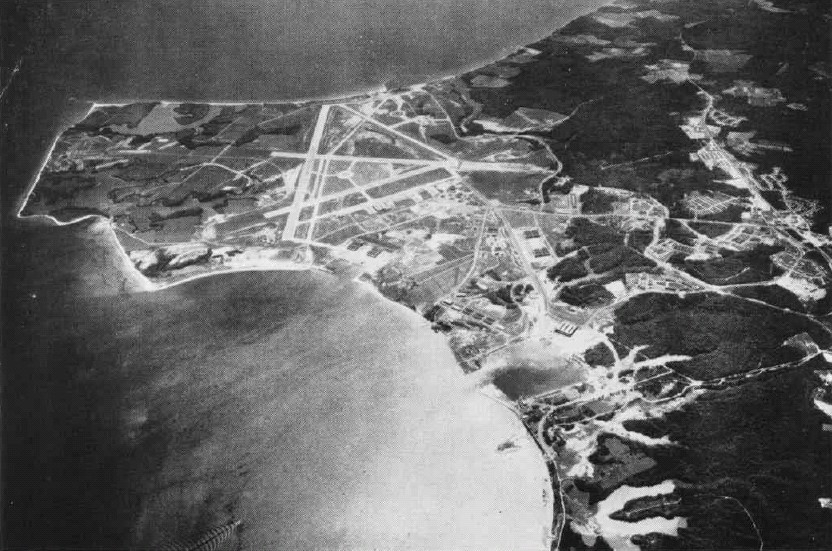
パタクセント・リバー海軍航空基地（1940年代）

ポトマック川とパタクセント川の河口にあるチェサピーク湾の間にある半島に位置したパタクセント・リバー海軍航空基地は、6,400エーカー（26平方キロメートル）の面積を有する。かつて、国からプライム・ファームランドとして指定されていたその土地には、いくつかの巨大な農地とマタフォニー、サスケハナ、シダーポイントなどの町や数多くの小作農地、そして数カ所の別荘地が所在していた。シダーポイントの街には、いくつかの教会、1つの郵便局および1軒のガソリンスタンドがあった。現在、この基地に勤務している海軍隊員の住居には、当時の家屋が使われているものもある。
1937年、海軍の航空局は、当時、海軍水上戦センター・ダールグレン支処、ノーフォーク海軍基地、ワシントン海軍工廠、ワシントンD.C.のアナコスティア海軍航空基地、およびフィラデルフィアの海軍航空機製造所で別個に行われていた航空試験プログラムを統合しようとした。そのための拠点として、海岸から離隔しており、空域が空いており、試験のための十分な敷地を有していることから、シダーポイントが選定された。

### 1941年：戦時の対応

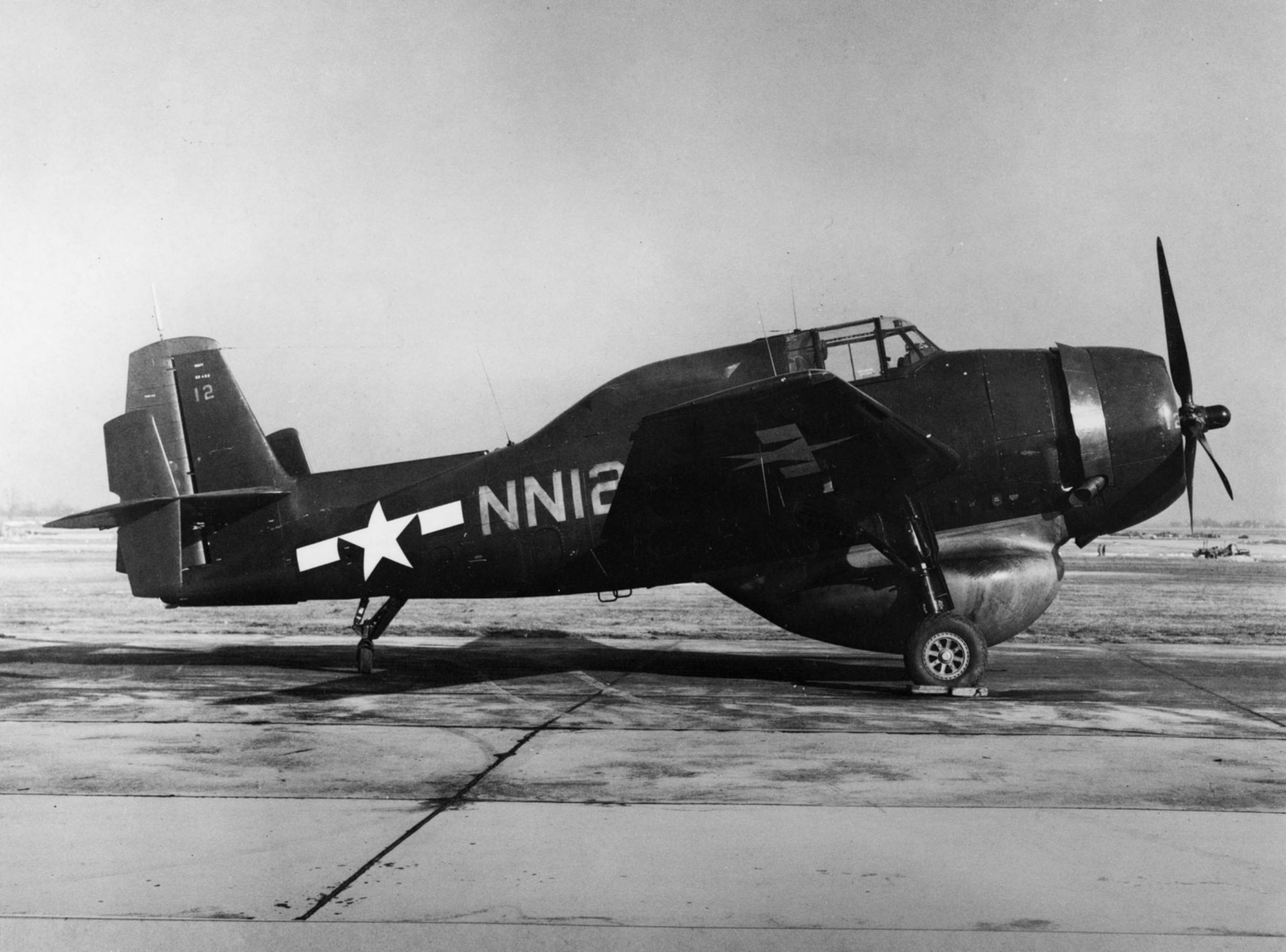
パタクセント・リバー海軍航空基地の海軍航空訓練センターに駐機中のアメリカ海軍グラマンTBM-3Wアベンジャー（1946年頃）

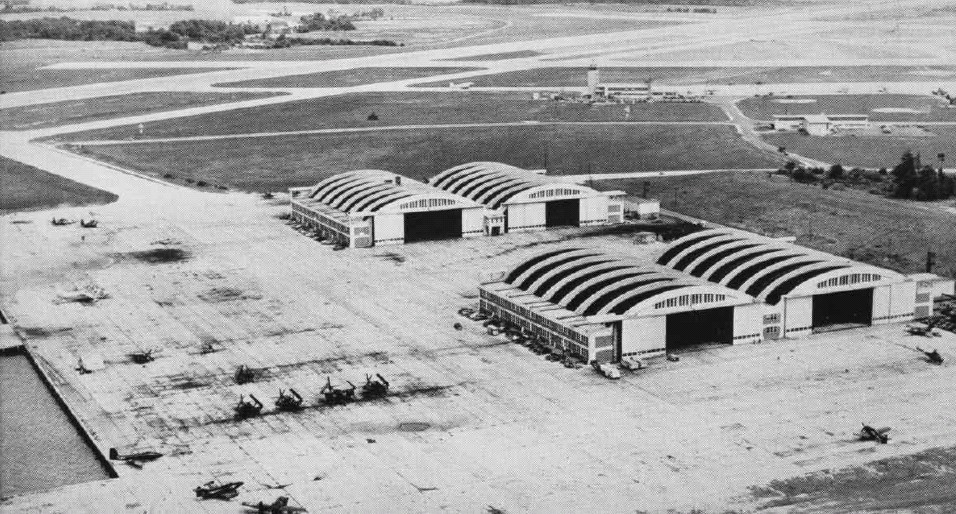
格納庫（1940年代後半）

#### 基地の必要性増大と建設の開始
アメリカの第2次世界大戦への参戦の兆しが見え始める中、新しい航空基地の建設に拍車がかけられた。1941年12月22日に航空局長の少将ジョン・ヘンリー・タワーズが建設開始の承認を求め、1942年1月7日に海軍長官フランク・ノックスがそれを承認し、1942年4月4日に建設工事が開始された。

#### 元住民の苦難
連邦政府が6,412エーカー（26平方キロメートル）のその土地を712,287ドルで買い取ると 、元々の住民たちは、1942年3月1日までの約1か月間で立ち退きを要求された。その価格は、2013年のドルに換算すると1エーカーあたり1,261ドル足らずであった。にもかかわらず、何世代にもわたって一族が住み続けていた土地を売却しなければならない者も多かった。中には、300年も昔からそこに住み続けていた一族もあった。伝統的な農業、カニ漁および漁業を営んでいる一族もあり、抗議の声が上がった。しかしながら、戦時における緊急性を優先していた政府が土地収用の手続きを中断することはなかった。 

#### 鉄道の整備
1942年6月、セントメアリーズ郡の交通網が不十分であると考えた海軍は、メリーランド州ブランディワインからメリーランド州メカニクスビルまでを結ぶワシントン、ブランディワインおよびポイント・ルックアウト鉄道（別名、ファーマーズ鉄道）を買収し、その整備を行った。さらに、その鉄道をメカニクスビルから航空基地まで南に延長した。アメリカ政府の所有となったその鉄道では、1954年にペンシルバニア鉄道が運行されるまでの間、政府専用の蒸気機関車が運行された。1965年にペンシルバニア鉄道の運行が終了すると、鉄道が廃止され、線路跡だけが残された。

#### 高速道路の延長
新しい航空基地を建設するために必要な250,000トンの物資をトラックなどで輸送するため、高速道路が延長された。

#### 建設ブームに沸く街
基地建設のピーク時には、約7,000人の労働者が雇用され、周辺一帯はゴールドラッシュを彷彿とさせる「ブームタウン（俄か景気に沸く町）」になった。

### 1942年：海兵隊による警備の一時的な実施
1942年10月20日、アメリカ海兵隊が初めて基地に到着し、その警備を開始した。現在の基地においては、通常の地方警察機関としては海軍MA（Masters-At-Arms, 憲兵隊）および海軍文民警察が、重要な犯罪捜査に関してはNCIS（Naval Criminal Investigative Service, 海軍犯罪捜査局）が、入門管理については民間の警備会社が警備を担当している。
基地の建設中は、労働者の住居を供給する必要があったため、そのための兵舎が建設された。その後、労働者およびその家族のため、基地の外にレキシントン・パークと呼ばれる住宅地が建設された。その名前は、1942年5月8日に珊瑚海海戦で失われた、海軍で2番目の空母であったレキシントンにちなんで名付けられたものであった 。町の拡張が始まった。

### 1943年：海軍航空基地としての指定

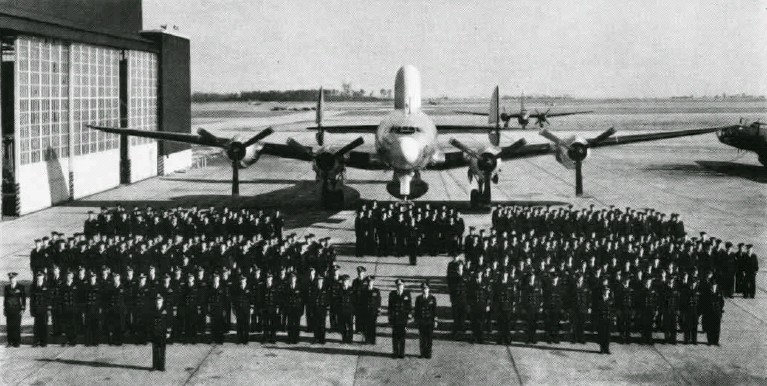
パタクセント・リバー海軍航空基地のアメリカ海軍航空開発飛行隊VX-Xバンガードが実施した、ロッキードPO-1Wワーニング・スターの就航式の模様（1949年頃）

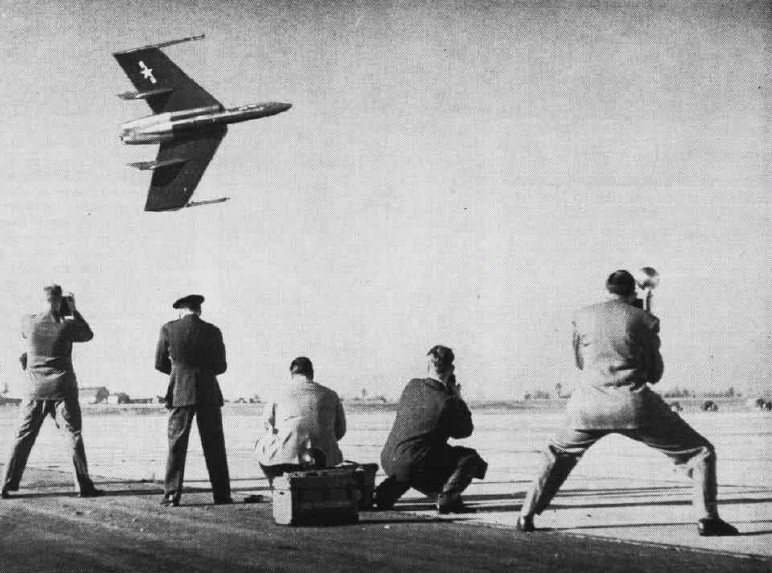
1948年11月18日、新聞記者がパタクセント・リバー海軍航空基地の海軍航空試験センターで撮影したボートXF7U-1カットクラスの試作機

1943年4月1日、この基地は「メリーランド州パタクセント・リバー米海軍航空基地」に指定された。海軍航空局長（当時）の海軍少将ジョン・S・マッケイン・シニアは、自ら主催した記念式典において、パタクセント・リバーは「海軍が最も必要としている基地」であると述べた 。この航空基地は、非公式には「シダー・ポイント」または「シダー・ポイント海軍航空基地」と飛ばれていたが、綴りが似ているノースカロライナ州の「チェリー・ポイント海兵隊航空基地」と間違われることを避けるため、その近傍を流れる川の名前が付けられることになった。

### 1950年代：テストパイロット学校と関連施設の開設
1950年代および1960年代を通じていくつかの施設が建設され、基地は、試験の中心地となった。これらの施設には、米海軍テストパイロット学校（1958）、兵器システム試験部（1960）、動力装置評価施設などがあった。この基地は、V-22オスプレイの試験施設としても用いられた。
1950年代から1970年代にかけて、パタクセント・リバーは、海軍用航空機の試験に加えて、VR-1という輸送飛行隊、VQ-4というTACAMO（Take-Charge-and-Move-Out, 対ミサイル原子力潜水艦(原潜)指揮通信中継用航空機）部隊、AEWTULANTと呼ばれる大西洋空挺訓練部隊、VW-11、 VW-13 AN VW-15、ならびにVP-8、 VP-44、 VP-49、 VP-24、 VP-30およびVP-68などの哨戒飛行隊の運用部隊の拠点としての機能も果たした。.

### 1965年：偵察飛行隊の追加

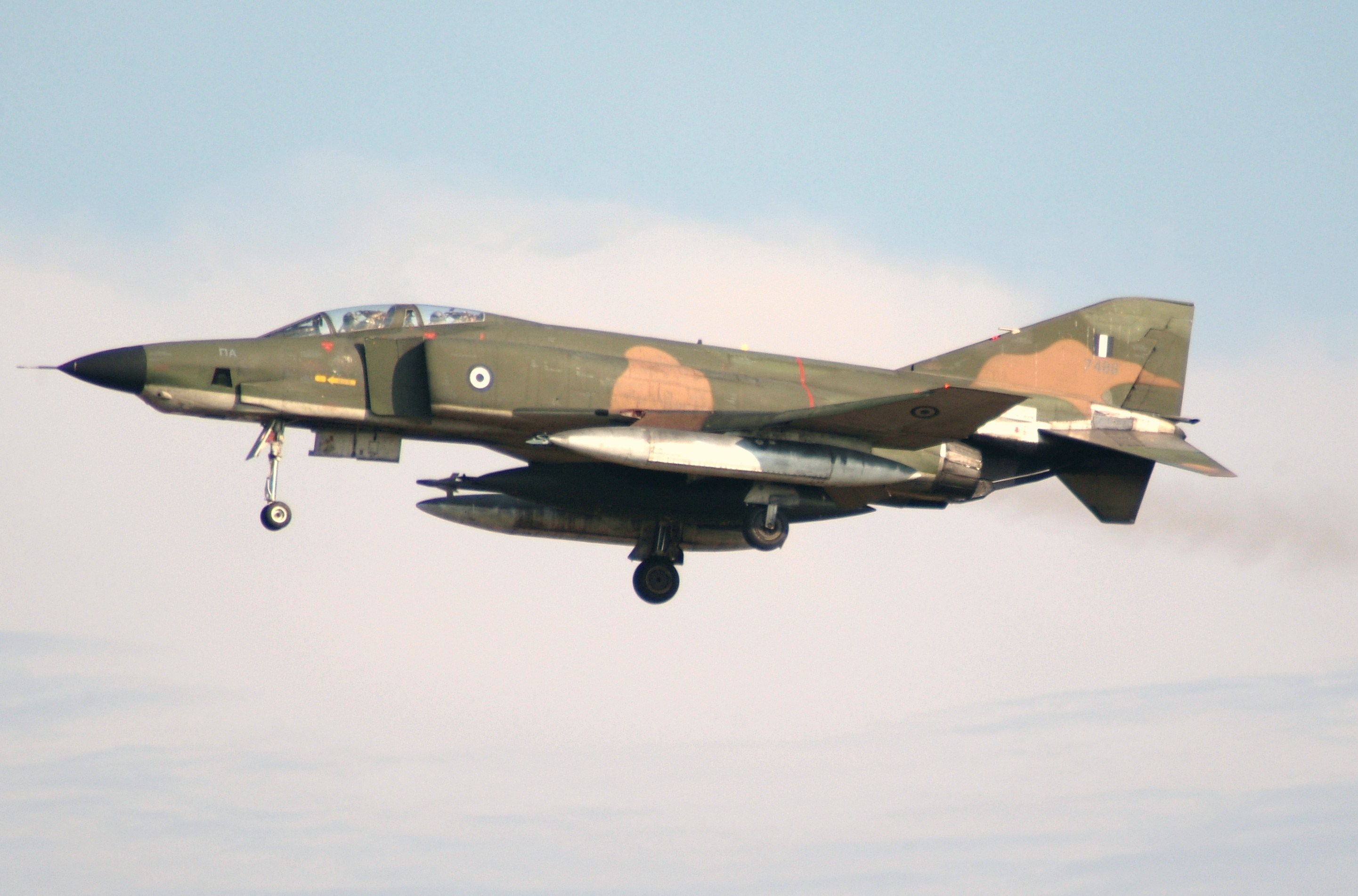
降着装置を降ろして飛行しているギリシャ空軍のRF-4ファントム戦闘偵察機。RF-4は、1960年代にパタクセント・リバー海軍航空基地において電子戦に関する試験を実施した。イギリスのファントムFGR.2sは、その頃にパタクセント・リバーに飛来したことで知られる。

1965年、パタクセント・リバー海軍基地を基盤とする偵察飛行隊であるVQ-4は、TACAMOを24時間体制で運用するため、特殊通信器材を装備するC-130を用い始めた。VB-4は、国家軍事指揮センターと弾道弾搭載潜水艦隊との長距離の超低周波数通信中継を可能にした。1967年、2機のA-7 コルセア IIは、パタクセント・リバー海軍航空基地からフランスのエブルーまでの3,327海マイル（6,162キロメートル）を7時間余りで飛行する大西洋横断飛行を行った。これは、軽ジェット戦闘機による無給油飛行の非公式記録である。
また、イギリスと協力関係にあったことから、イギリス空軍飛行隊がパタクセント・リバー海軍航空基地まで大西洋を横断して飛来した。

### 1970年代：主要な海軍航空機の開発

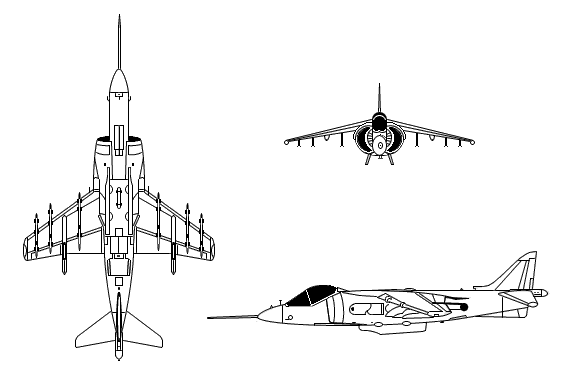
マグダネル・ダグラスBAeのAV-8Bハリアーの設計スケッチ。この機体の開発及び試験は、パタクセント・リバー海軍航空基地において行われた。

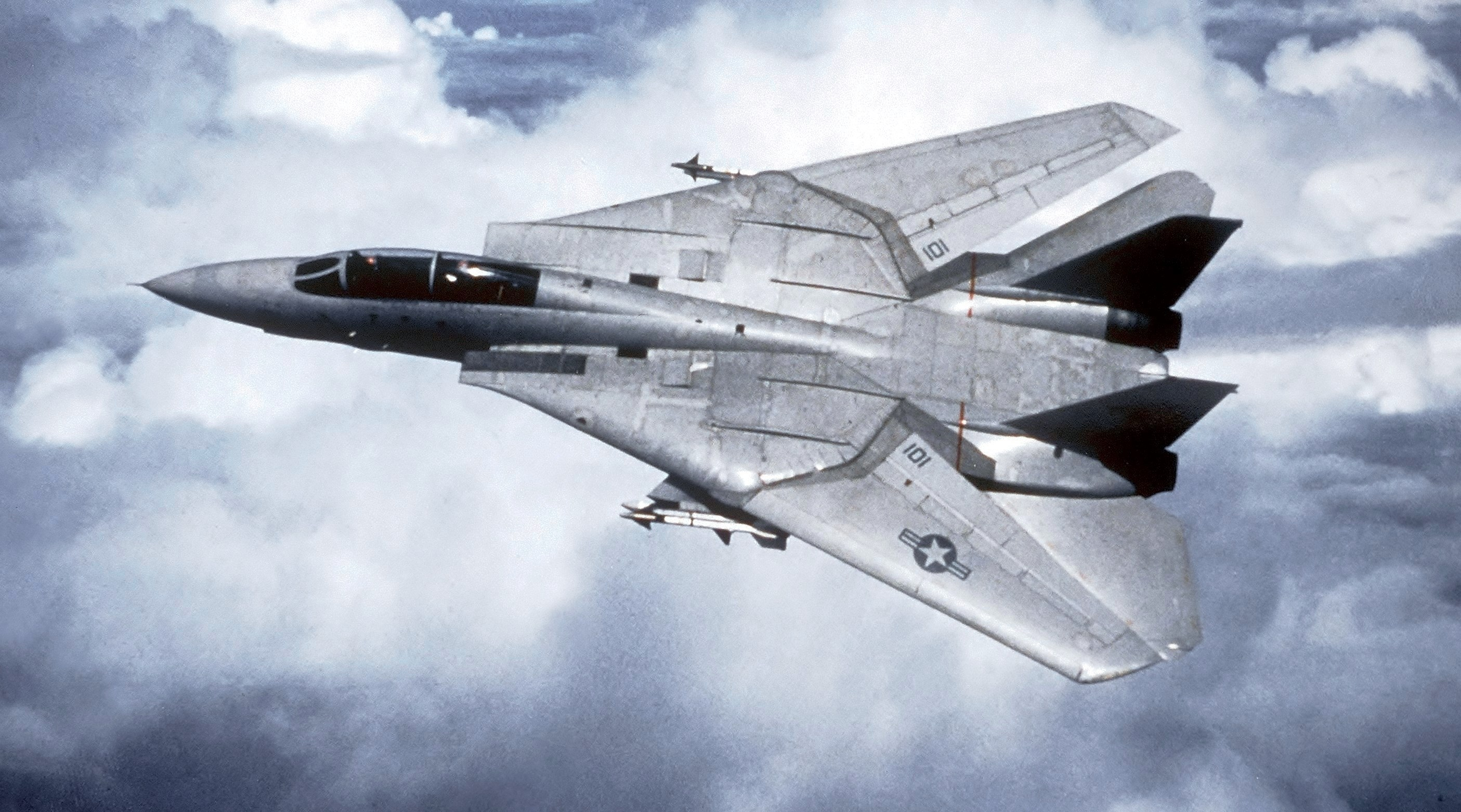
飛行中のF-14トムキャット。トムキャットの主要な開発および試験は、パタクセント・リバー海軍航空基地において実施された。

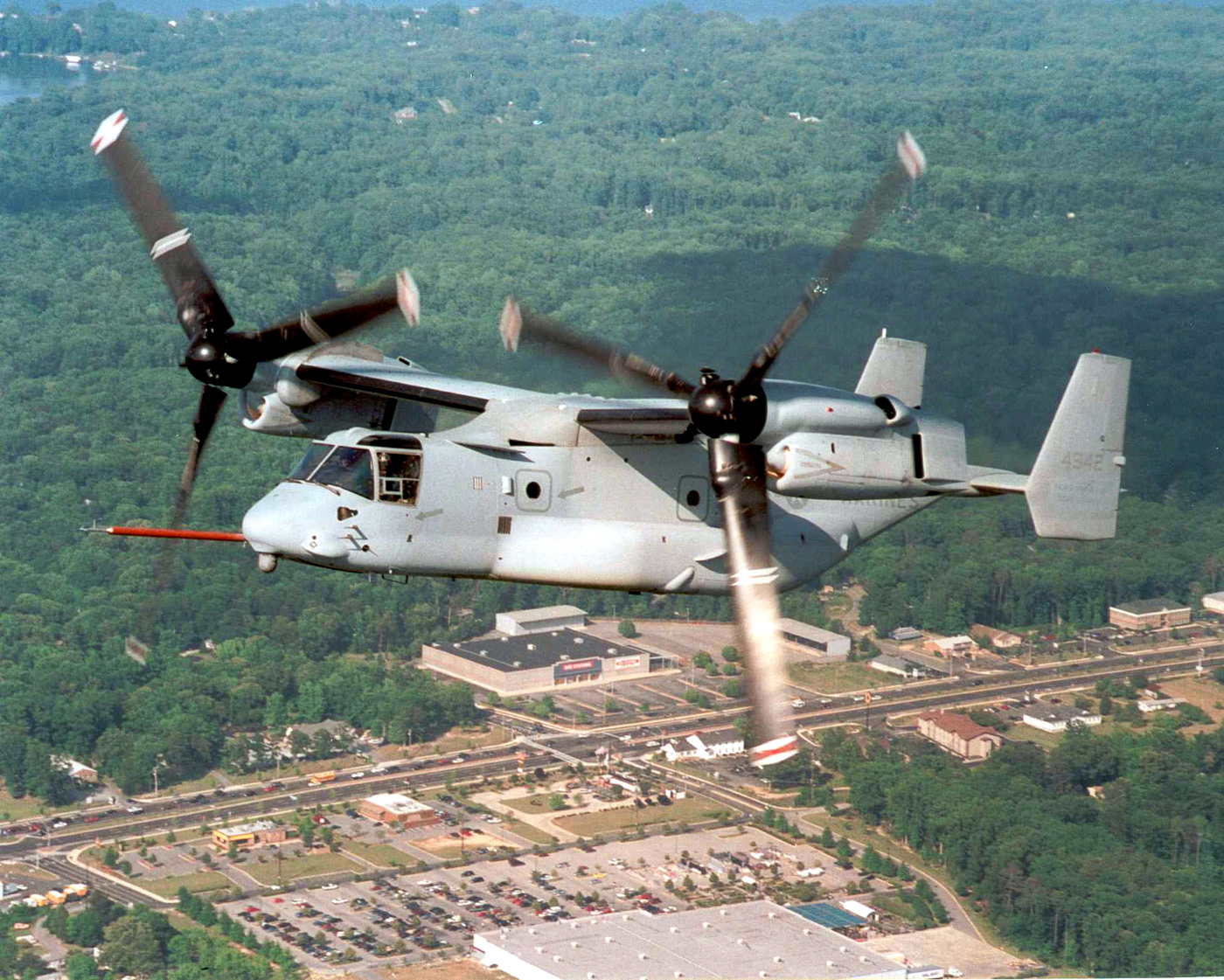
メリーランド州レキシントンパークの上空で試験飛行を行うV-22オスプレイ

1970年代、パタクセント・リバー海軍航空基地での研究・開発は、目覚ましく進展した。グラマンF-14トムキャット、マクダネル・ダグラスAV-8BハリアーIIジャンプ・ジェット、ロッキードP-3オライオンなどに代表される航空機開発プログラムにおいて、厳しい試験および評価が行われた。また、1970年代には、ヘリコプター・プログラムも主要なマイルストーンを達成した。NATC（Naval Air Test Center, 海軍航空試験センター）は、掃海などの新たな役割を担うヘリコプターの開発及び試験において、この基地は重要な役割を果たした。ベルAH-1スーパーコブラの受入試験の最終フライトも、パタクセント・リバーのNATCにおいて実施された。

### 1976年：飛行場名の変更
1976年4月1日、パタクセント・リバーに所在する飛行場の名称が、パイロットの先駆者であり、海軍航空試験センターの元所長であった海軍中将フレデリック・M・トラップネルにちなんで指定された。海軍資材局の局長である海軍中将フレデリック・H・マイケリスは、その基調演説の中で、「海軍で飛行する者であれば、誰もがトラップネル中将に借りがある」と述べた。「この飛行場は、その借用書として存在し続けるであろう」

### 1990年代：冷戦の終結、基地の基盤整備の充実

#### 成長
冷戦終結後、国防総省の基地再編・閉鎖方針により、回転翼および固定翼機の研究・試験施設が、廃止となった基地からパタクセント・リバー海軍航空基地へと移設された。複合的機能を有する施設となったこの基地には、現役の隊員、軍属、関係企業の従業員および軍関係者の家族たちからなる17,000人以上の人々が勤務するようになった。 

#### 映画のロケ地
この基地は、また、ハリソン・フォード主演の映画「ランダム・ハーツ」のロケ地としても使われた。フォードや監督のシドニー・ポラックがパタクセント・リバー海軍航空基地に滞在し、パイロットの資格を持つフォードは自ら航空機を操縦した。

### 2000年代：研究、開発および試験の最前線
1992年1月、パタクセント・リバー海軍航空基地にNAWCAD（Aircraft Division of the Naval Air Warfare Center,  海軍航空戦センターの航空機部）が置かれることとなった。この時点で、NTWL（Naval Test Wing Atlantic, 海軍大西洋実験航空団）は、既に移転を終えていた。ワシントンD.C.において1991年に創設された海軍航空戦センターの隷下部隊としてのNAWCADは、兵器の開発および改善を任務としていた。これら2つの部隊によるパートナーの形成は、パタクセントにおける航空機の研究・開発に繁栄をもたらした。
最先端技術の研究に使用される数多くの新しい実験施設が建設された 。MFS（Manned Flight Simulator, 有人フライト・シミュレータ）、Aircraft Anechoic Test Facility（航空無響試験施設）、 Air Combat Environment Test and Evaluation Facility（航空戦闘環境試験および評価施設）、Aircraft Test and Evaluation Facility（航空機試験および評価施設）、Captain Steven A. Hazelrigg Flight Test Facility（海軍大佐スティーブン・A・ヘーズルリッグ飛行試験施設）などである。また、新たな建物の建設により、施設はさらに充実した。米国海軍テストパイロット学校の校舎、航空サバイバル・トレーニング・センターのプール施設、新しい航空管制タワーなどである。基地の厚生施設も併せて充実された。2013年には、大きなCDC（Child Development Center, 託児所）が新たに建設された。2014年9月18日、ハイジ・フレミング大佐は、パタクセント・リバー海軍航空基地の初めての女性司令官となった。
今後は、無人飛行に関する研究に焦点が向けられようとしている。

## 配置部隊
- 海軍航空システム・コマンド
- 海軍テストパイロット学校

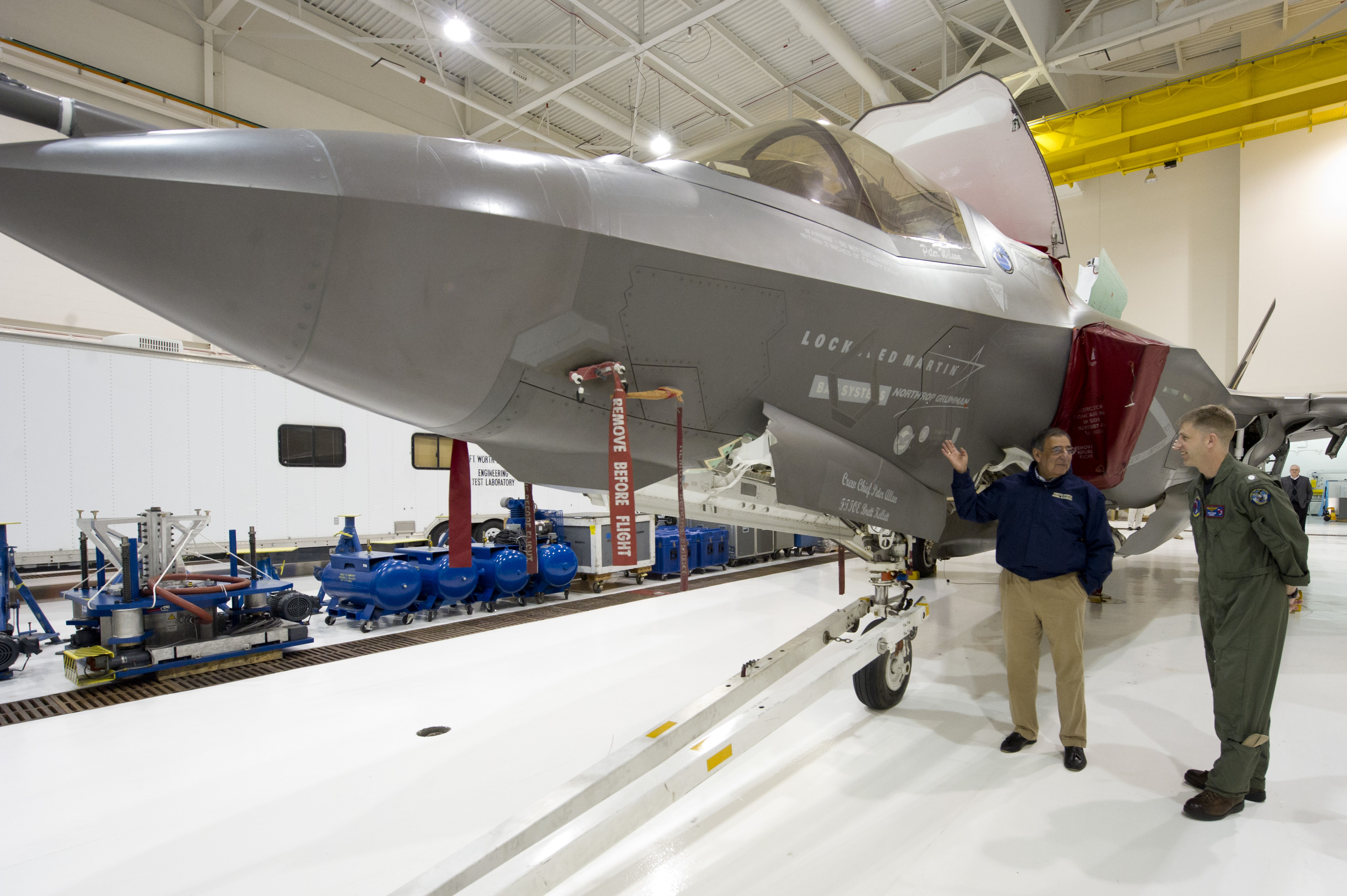
パタクセント・リバー海軍航空基地において試験中のF-35戦闘機

- Air Test and Evaluation Squadron 1
- Scientific Development Squadron 1
- Air Test and Evaluation Squadron 20
- Rotary Wing Test Squadron 21
- Air Test and Evaluation Squadron 23

## パタクセント・リバー海軍航空博物館

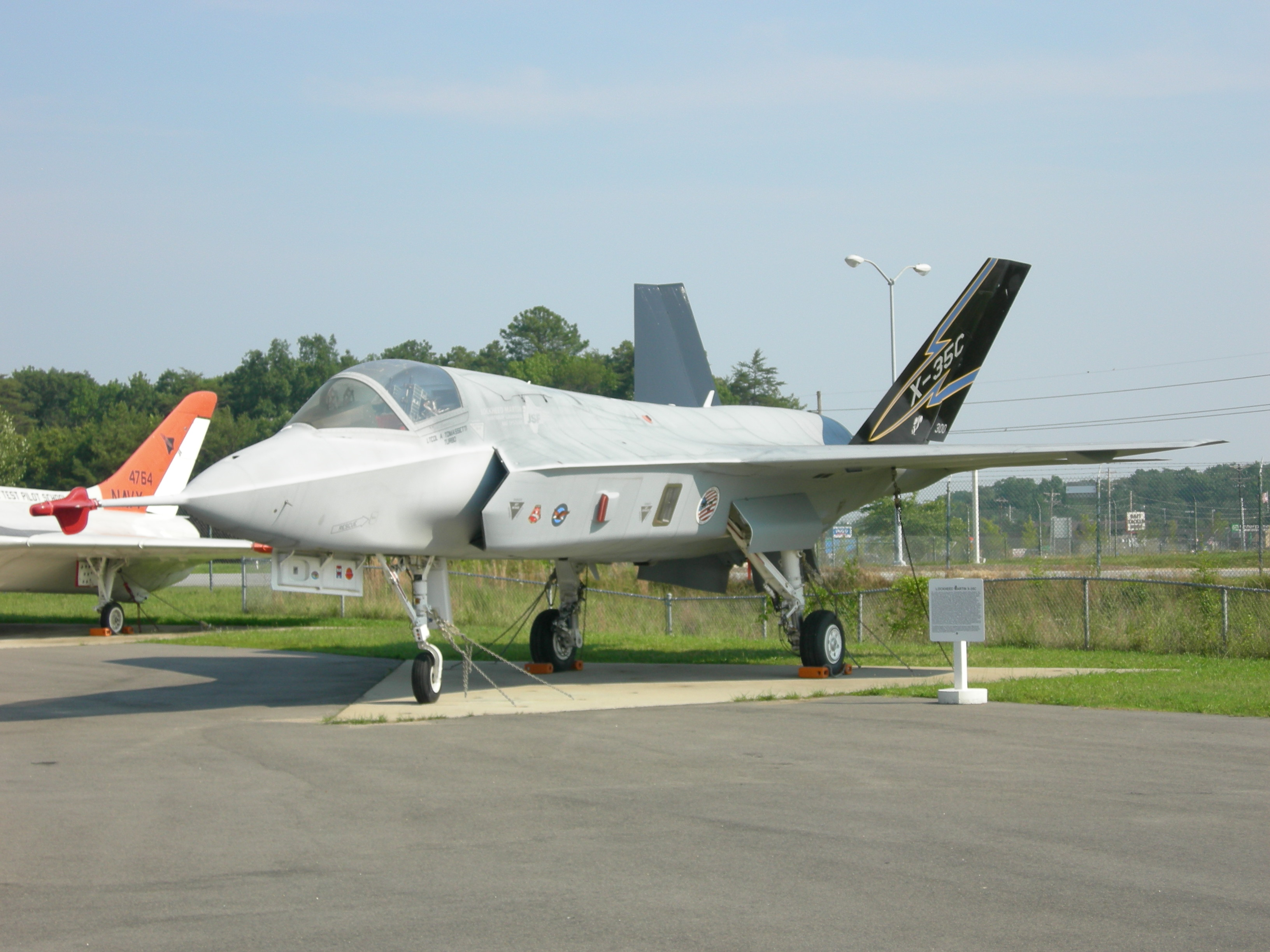
パタクセント・リバー海軍航空博物館に展示されているX-35C。X-35Cの試験は、パタクセント・リバー海軍航空基地において実施された。

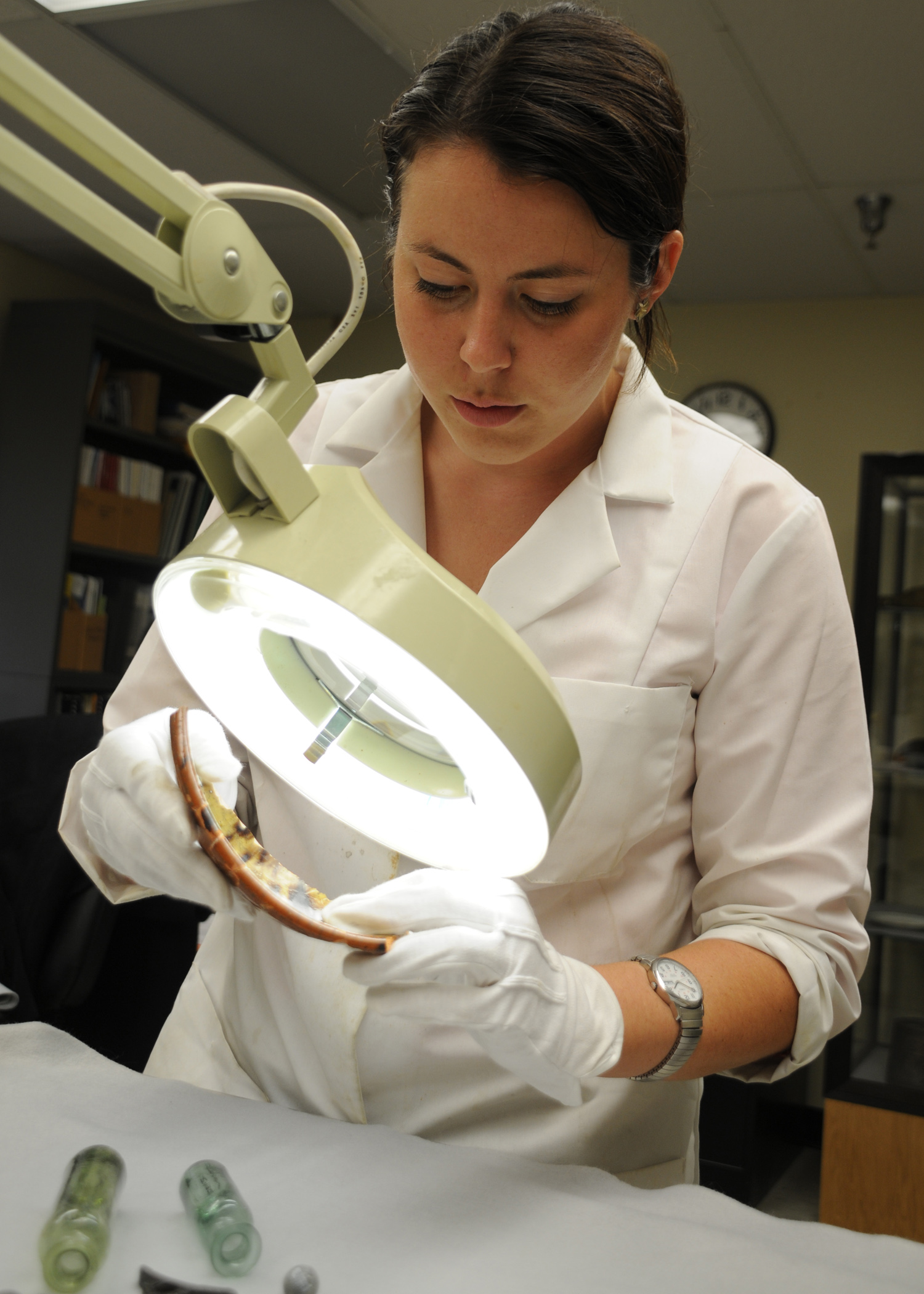
軍艦USSスコーピオンの残骸から引き揚げられた陶器のかけらを調査する海軍歴史遺産コマンドのケート・モランド。USSスコーピオンは、米英戦争間にイギリス軍に鹵獲（ろかく）されるのを回避するためパタクセント川に自沈させられた。（写真：米海軍提供）

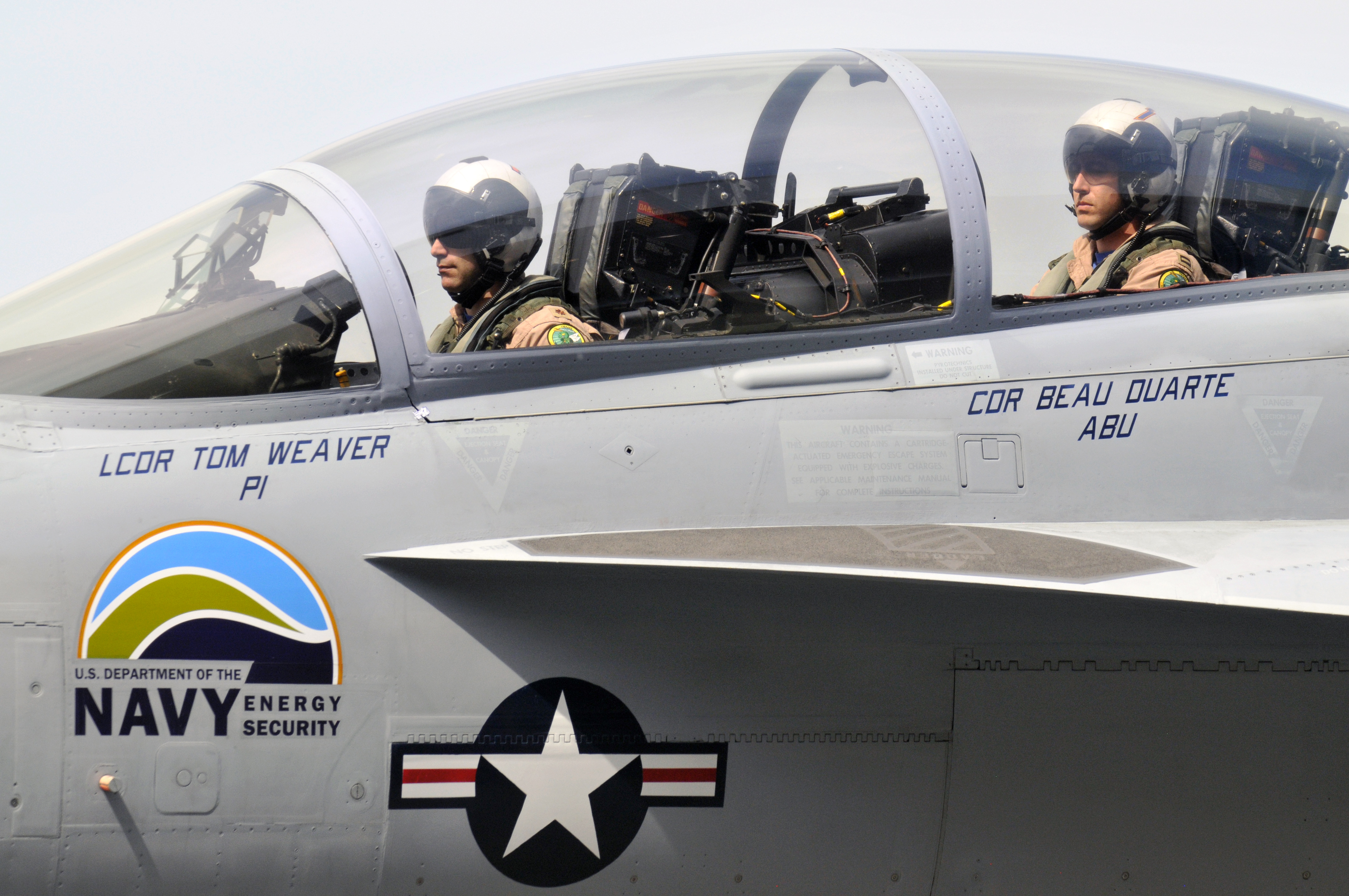
2010年4月22日（金）、50対50で調合されたバイオ燃料を用いた超音速飛行試験を終了したF/A-18スーパーホーネットのコックピットに座る海軍パイロットのボウ・デュアルテ大佐とトム・ウェーバー中佐。パタクセント・リバー海軍航空基地において実施されたこの試験飛行には、多くの見物人が集まった。

2013年5月4日、パタクセント・リバー海軍航空基地において、陸上滑走路でのアレスティング・ワイヤーを用いた着陸を初めて成功させたアメリカ海軍のX-47B UCAS（無人戦闘航空システム）試作機。このUCASは、MK-7に着陸する際に速やかに停止させるため、アレスティング・ワイヤーを用いる。

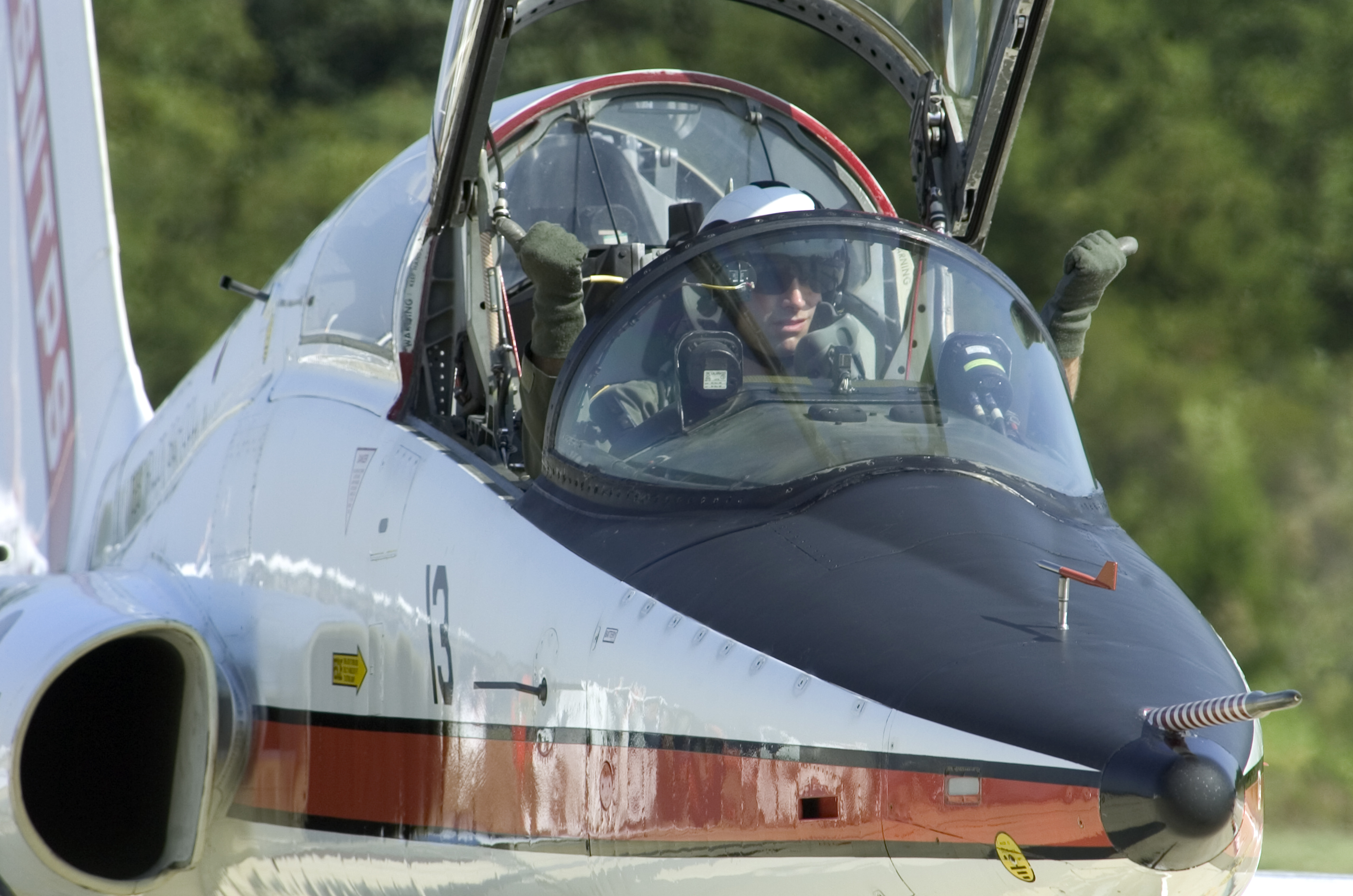
2005年8月3日、パタクセント・リバーにおいて、T-38Aタロンのコックピットから親指を立てて合図する米海軍テスト・パイロット学校のパイロット

パタクセント・リバー海軍航空博物館は、基地に隣接しており、一般人も基地を通らずに入場が可能である。
- パタクセント・リバー海軍航空博物館 公式ウェブサイト

See: U.S. Navy Museum and Other Navy Museums

### 周辺情報

#### 隣接する自治体
基地は、メリーランド州レキシントンパークに隣接している。

#### 地方行政および公共サービス
この町は非法人地域であり、公共サービスはセントメアリーズ郡により提供されている。

#### 周辺の民間輸送
セントメアリーズ・トランジット ,により、限定的なパス・サービスが提供されている。また、ワシントンD.C.への通勤バスがメリーランド州トランジット・アドミニストレーション .により運行されている。
直近の民間空港は、ワシントンD.C.のレーガン・ナショナル空港とボルチモア近郊のボルチモア・ワシントン国際空港である。
また、セントメアリー郡には、キャプテン・ウォルター・デューク地域空港と呼ばれる民間空港がある。

## 資料源
- FAA Airport Form 5010 for NHK (PDF)